# Biophysique des canaux ioniques

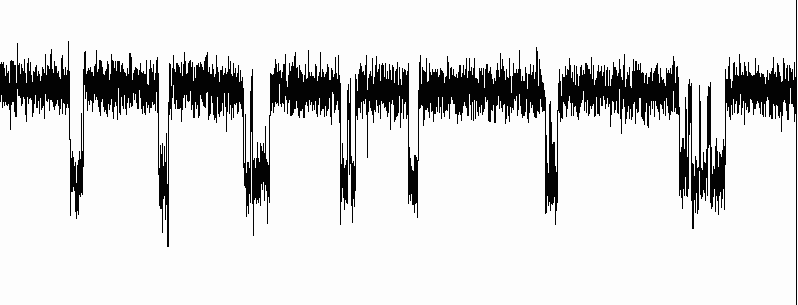
Courant électrique de l'ordre du picoampère mesuré consécutivement à l'activation d'un canal ionique. On note de brusques augmentations (vers le bas) de la valeur du courant séparées par des périodes où le canal est fermé.

Les canaux ioniques sont des protéines intégrales de membrane permettant le passage d'ions, molécules ou atomes chargés, à travers la bicouche lipidique, laquelle est strictement imperméable aux molécules chargées. L'espèce diffuse selon son gradient électrochimique. Autrement dit, les canaux sont une voie de passage passive. Ce passage d'ion constitue par définition un courant électrique. En plaçant deux électrodes de part et d'autre de la membrane, il est possible de suivre très précisément le passage des ions par la mesure du courant électrique associé. Il s'agit de la base de l'électrophysiologie. La vitesse de passage des ions est très élevée, de l'ordre de {\displaystyle {10^{7}}} à {\displaystyle {10^{8}}} ions par seconde.
Les canaux ioniques présentent deux propriétés biophysiques fondamentales :
- la sélectivité. Seule une espèce ionique en général est perméante à travers le pore aqueux traversant la bicouche lipidique ;
- le modelé de perméation selon la loi du tout ou rien. Les canaux n'existent que sous deux états, ouvert ou fermé, quel que soit le stimulus d'ouverture. Cette propriété aura d'importantes conséquences lors de la description cinétique des canaux (voir figure).

## Sélectivité
La sélectivité permet au canal de « sélectionner » l'espèce diffusible. Cette sélectivité peut être stricte, comme les canaux sodiques imperméables au potassium. Elle peut être cationique uniquement, en laissant passer tous les cations monovalents. Cette sélectivité a suscité et suscite encore des questions non résolues. En effet, il est facile d'imaginer qu'une différence de charge au niveau du filtre de sélectivité puisse expliquer la sélectivité cationique vs. anionique. De même, une différence de taille du pore permettrait de laisser entrer les ions sodium, plus petits, ~1.9 Å, mais pas les ions potassium, ~2.6 Å. Qu'en est-il de la sélectivité des ions potassium par rapport aux ions sodium ? Il fallait avoir une image moléculaire d'un canal potassium pour obtenir d'importants éléments de réponse.
Ce n'est que très récemment qu'un canal potassium bactérien, puis eucaryote, a été cristallisé et sa structure tridimensionnelle obtenue après analyse par diffraction des rayons X. Ces travaux ont valu à Roderick MacKinnon d'être le corécipiendaire du prix Nobel de chimie en 2003. La structure ainsi obtenue a permis de visualiser l'extraordinaire organisation tridimensionnelle du filtre de sélectivité. En effet, l'orientation des molécules d'eau hydratant l'ion potassium est en quelque sorte dictée par l'organisation électronique de l'ion. Le canal fournit par sa structure protéique tridimensionnelle une hydratation similaire. La différence d'énergie entre l'ion hydraté par l'eau et par le canal devient négligeable, ce qui permet donc le processus de passage ionique. Il a en effet été prouvé par des expériences d'électrophysiologie que le diamètre du pore canalaire était inférieur au diamètre de l'ion hydraté.

## Ouverture
Il n'existe pas de terme français qui rende compte de ce qui est exprimé par le terme anglais gate. Il s'agit de la porte s'opposant au passage ionique mais aussi du phénomène d'ouverture du canal, incluant la transduction du signal d'ouverture.

### Transduction du signal
Ainsi que précisé plus bas, les mécanismes d'ouverture du canal sont divers. Chaque mécanisme possède ses propres caractéristiques, mais tous ont ceci en commun que le signal doit être, d'une manière ou d'une autre, couplé à la porte.
Notez que la pompe sodium-potassium est décrite depuis récemment comme un canal à deux gates. Peut-être en est-il ainsi de tous les transporteurs ? Les canaux n'ayant eux qu'une seule porte. Notons toutefois l'existence de désensibilisation pouvant faire intervenir une porte supplémentaire et distincte.

### Stimulus d'ouvertures
- Canaux activés pour certaines valeurs du voltage transmembranaire (canal tensiodépendant, potentiel-dépendant ou encore voltage-dépendant)
- Liaison d'un ligand extracellulaire (récepteur ionotrope). Ce sont des canaux ligand-dépendants. Le ligand peut être un neuromédiateur (par exemple Acétylcholine) ou une hormone.
- Canaux activés par le volume cellulaire
- Canaux activés par le degré d'étirement de la membrane
- Canaux activés par un messager secondaire intracellulaire
  - Calcium
  - AMPc
  - GMPc